# Багирми (народ)

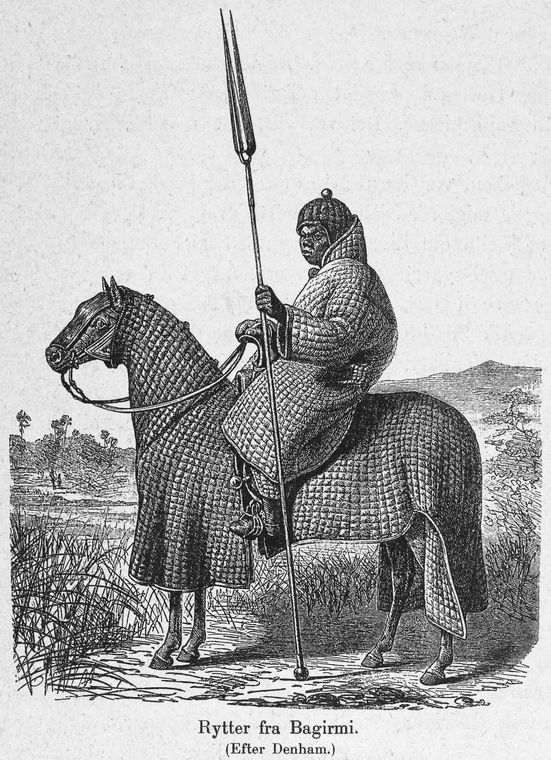
Всадник багирми, 1901 год

Багирми (самоназвание — барма-ге) — народность, проживающая на берегах реки Шари, в основном в Республике Чад. Говорят на языке — багирми (в 1993 г. — 44,761 носителей), который относится к центральносуданской семье нило-сахарской макросемьи языков. В настоящее время язык багирми используется как второй язык, а место первого языка занял арабский. Численность — 44761 (1993, перепись). Некоторые представители народности исповедует ислам, у других сохраняются традиционные верования. Основные занятия — земледелие (сорго, дурра и др.), разведение крупного рогатого скота и рыболовство.